# TMEM262
TMEM262 (англ. Transmembrane protein 262) – білок, який кодується однойменним геном, розташованим у людей на 11-й хромосомі. Довжина поліпептидного ланцюга білка становить 116 амінокислот, а молекулярна маса — 13 758.
| 10         |  | 20         |  | 30         |  | 40         |  | 50         |
| ---------- |  | ---------- |  | ---------- |  | ---------- |  | ---------- |
| MWLQDRIATF |  | FFPKGMMLTT |  | AALMLFFLHL |  | GIFIRDVHNF |  | CITYHYDHMS |
| FHYTVVLMFS |  | QVISICWAAM |  | GSLYAEMTEN |  | KYVCFSALTI |  | LMLNGAMFFN |
| RLSLEFLAIE |  | YREEHH     |  |            |  |            |  |            |

A: Аланін

C: Цистеїн

D: Аспарагінова кислота

E: Глутамінова кислота

F: Фенілаланін

G: Гліцин

H: Гістидин

I: Ізолейцин

K: Лізин

L: Лейцин

M: Метіонін

N: Аспарагін

P: Пролін

Q: Глутамін

R: Аргінін

S: Серин

T: Треонін

V: Валін

W: Триптофан

Локалізований у мембрані.